# Dan Fortmann
Dr. Daniel John Fortmann (Pearl River, 11 aprile 1916 – 23 maggio 1995) è stato un giocatore di football americano statunitense che ha giocato nel ruolo di offensive lineman per tutta la carriera con i Chicago Bears della National Football League (NFL). È stato inserito nella Pro Football Hall of Fame nel 1965.

## Carriera professionistica
Dopo aver frequentato la Colgate University e indeciso se dedicarsi alla carriera medica o a quella nel football, Fortmann fu scelto nel corso del nono giro del Draft NFL 1936 dai Chicago Bears. Rimase con essi per tutta la carriera durata fino al 1943 vincendo tre campionati NFL nel 1940, 1941 e 1943, venendo inserito nella formazione ideale della stagione All-Pro come guardia per sei anni consecutivi.

## Palmarès
- (3) Campionati NFL (1940, 1941, 1943)
- (3) Pro Bowl (1940, 1941, 1942)
- (6) First-team All-Pro (1936, 1937, 1938, 1939, 1940, 1941, 1942, 1943)
- Formazione ideale della NFL degli anni 1930
- Formazione ideale del 100º anniversario della National Football League
- Pro Football Hall of Fame (classe del 1965)
- College Football Hall of Fame